# L'avvocato (Moroni)
(Mina Gregori, I pittori bergamaschi. Dal XIII al XIX secolo. Il Cinquecento)
L'avvocato o Ritratto di uomo con lettera è un quadro di Giovan Battista Moroni conservato presso la National Gallery di Londra, ed è considerato il dipinto più rappresentativo della pittura naturalistica dell'artista realizzato in età matura.

## Storia
Il quadro venne realizzato dal 1570 al 1572 e se, pur di sicura provenienza bergamasca, risulta elencato tra i dipinti appartenenti al generale napoleonico Teodoro Lechi con il nome di Ritratto di cavaliere comparendo nei cataloghi del 1814. 

Venne acquistato nel 1827 con il Ritratto del duca Alburquerque esposto a Berlino, nel 1827 da James Irvine, uno dei maggiori acquirenti di dipinti come Wiliam Buchenan che incrementarono le collezioni nei musei inglesi.
Risulta poi di proprietà di Alexandre de Portales-Giorgier, banchiere d'origine svizzera e successivamente venduto dai suoi eredi e comprato da Charles Edmond de Pourtalès con la mediazione di Otto Mundler, dal 1865 esposto al National Gallery di Londra.
Il dipinto venne intitolato L'avvocato, per una mal interpretazione del biglietto che il soggetto tiene nella mano destra, infatti la scritta MAG venne tradotta per Magistrato diversamente di Magnifico come probabilmente intendeva l'artista nella sua ricerca del realistico raffigurando gente comune. Anche la scritta Romano sempre sul foglietto viene indicata da Mina Gregori non come nome di persona, ma come località della bergamasca dove il Moroni aveva lavorato.

## Descrizione
Il quadro venne dipinto dopo il decennio d'esilio voluto che Moroni fece ad Albino, periodo nel quale raggiunse la maturità artistica dipingendo persone comuni, artigiani, letterati ma anonimi, rivelandoci la verità intima nascosta attraverso i gesti e gli sguardi e questa tela ne è un chiaro esempio.
Il personaggio ritratto, di cui non si conosce l'identità, forse un letterato, ha una grande vitalità rilevata dalla leggera rotazione del capo e dai tratti della mano. Il volto ha un'espressione vagamente burbera e altezzosa, quasi mette in difficoltà l'osservatore. La scala cromatica molto contenuta: i bianchi del biglietto, dei polsini e della gorgiera, l'abito completamente nero ma che permette la valutazione del tessuto di velluto, con le sue pieghe e ombre e gli addobbi e nastri in raso sempre neri sulle maniche e sulla giacca come dettava la moda del XV secolo su di uno sfondo grigio bruno che è illuminato da una leggera luce, esprime al massimo la verità, l'intimità del carattere del soggetto, rivelato dalla sua gestualità. Scriverà di lui la critica d'arte Gregori: ad accompagnare un processo di interiorizzazione e di approfondimento psicologico che si riflette sulla tavolozza..
Il tocco morbido delle pennellate sembra avvicinare la sua arte alla pittura veneziana, ma la pittura è sicuramente più scarna di materia, cremosa solo per le parti del viso e delle mani, mentre per il resto della tela vi è una riduzione di preparazione e di pigmenti di colore tanto da trasparire la trama della tela.